# Simon Osei-Mensah
Simon Osei-Mensah (* 27. Mai 1961 in Kumasi) ist ein ghanaischer Politiker (NPP).

## Werdegang
Osei-Mensah stammt aus Jachie im Botsomtwe District in der Ashanti Region. Nach dem Schulbesuch in Jachie (1966 bis 1979) schloss er seine schulische Bildung 1981 in Labone mit dem Advanced Level ab. Zwischen 1985 und 1991 studierte Osei-Mensah Wirtschaftswissenschaften an der bulgarischen Universität für National- und Weltwirtschaft und beendete das Studium mit einem Bachelor of Science (B. Sc.) und einem Master of Science (M. Sc.), 1998 erhielt er ein Zertifikat zum Bankkaufmann des Tietgen Business College im dänischen Odense. Zwischen 1993 und 2000 arbeitete Osei-Mensah in verschiedenen Positionen bei der Agricultural Development Bank of Ghana.
Bei den Parlamentswahlen im Dezember 2004 wurde Osei-Mensah für den Wahlkreis Botsomtwe ins nationale Parlament gewählt und gehörte diesem seit dem 7. Januar 2005 an. Nachdem das Mitglied der New Patriotic Party (NPP) bei den 2008 und 2012 jeweils wiedergewählt worden war, unterlag Osei-Mensah bei den parteiinternen Wahlen im Juni 2015 seinem Konkurrenten Yaw Osei Adutwum und schied nach drei Legislaturperioden zum 7. Januar 2017 aus dem Parlament aus. Ab Juni 2008 gehörte Osei-Mensah als Nachfolger von Osei Kyei-Mensah-Bonsu dem Parlament der Westafrikanischen Wirtschaftsgemeinschaft (ECOWAS) an, zwischen Februar 2013 und 2015 fungierte er als Nachfolger von Michael Nyaumu als 4. stellvertretender Sprecher des Parlaments. Seit 17. Februar 2017 amtiert Osei-Mensah im Kabinett Akufo-Addo als Regionalminister der Ashanti Region.
Osei-Mensah ist katholischen Glaubens, verheiratet und hat fünf Kinder.